# Sucka Free
Sucka Free — второй микстейп американской рэперши Ники Минаж. Он был выпущен 12 апреля 2008 года на лейбле Dirty Money Records. Sucka Free содержит гостевые участия от Лила Уэйна, Гуччи Мейна, Jadakiss, Lil’ Kim и Ransom. Все треки с микстейпа сэмплируют знаменитые хип-хоп-песни.

## История
Сразу после того, как в 2007 году был выпущен предыдущий микстейп Минаж, Playtime Is Over, она выпустила Sucka Free совместно с её товарищем по лейблу Лилом Уэйном.

## Обложка
На обложке микстейпа изображены Ники Минаж и Лил Уэйн на подиуме перед красным занавесом, которые дают интервью XXL и MTV. На Минаж надеты золотое ожерелье и серьги, на ней наполовину застёгнута красная рубашка и полосатые штаны, похожие на те, что можно видеть на обложке Playtime Is Over. Лил Уэйн одет в красную одежду с серебряными часами и цепями, а также чёрной шляпе с надписью «Young Money».

## Конфликт с Lil’ Kim
Фото, сделанное для продвижения микстейпа, отсылает к фотосессии для дебютного альбома Hard Core рэперши Lil’ Kim, это побудило её выразить недовольство в Твиттере. Несмотря на то, что Минаж в начале своей карьеры говорила, что Lil’ Kim повлияла на неё, между ними возник конфликт. Джонс назвала Минаж «catty» и обвинила в копировании своего имиджа, сказав: «Если ты собираешься украсть мою добычу, то тебе придётся заплатить».
Минаж ответила на это в интервью на шоу Энджи Мартинеса, сказав: "Она ругалась с Foxsy, затем она боролась с Ив, после она воевала с Remy, затем это была Mrs. Wallace, а потом Ники Минаж, — сказала она. «Каждый раз, ты попадаешь в новости потому, что на кого-то нападаешь ! Где твоя музыка ? Включи свою музыку, и когда я увижу твоё имя на Billboard, я отвечу тебе. Кроме этого, до свидания. Это Барби, сука». Минаж продолжила задевать Lil’ Kim на песне «Roman’s Revenge».

## Обзоры
В обзоре 2014 года NME описали микстейп как удар Минаж «в дверь хип-хоп клуба мальчиков» и назвал его «взрывоопасным». «Хотя Минаж запрыгнула на множество популярных хип-хоп инструментальных композиций, она успешно заставила каждый трек ощущаться как свой собственный».
Ремиксы на песню Эминема и «Dead Wrong» от The Notorious B.I.G. были выделены, как лучшие с микстейпа, который призвали «сравнить её с легендами рэпа Нью-Йорка, такими как Notorious». Песня также была названа «триумфом и предзнаменованием» в статье Paper Magazine. Получив высокую оценку критиков, Минаж завоевала награду «Артистка года» на церемонии Underground Music Awards 2008.

## Коммерческий успех
Микстейп дебютировал на 95 месте в Billboard Top R&B/Hip-Hop Albums.

## Список композиций
| №   | Название                                            | Оригинальная песня                                                           | Длительность |
| --- | --------------------------------------------------- | ---------------------------------------------------------------------------- | ------------ |
| 1.  | «President Carter Speaks»                           |                                                                              | 1:09         |
| 2.  | «Sunshine» (при участии Лила Уэйна)                 | «(Always Be My) Sunshine» от Jay-Z при участии Foxy Brown и Babyface         | 3:18         |
| 3.  | «Set It Off»                                        | «Set It Off» от N.O.R.E. при участии Swizz Beatz и J. Ru$$                   | 2:15         |
| 4.  | «Brraaattt» (при участии Ransom)                    | «Buck Buck» от Red Café и DJ Envy при участии Sheek Louch                    | 2:43         |
| 5.  | «Higher Than a Kite» (при участии Лила Уэйна)       | «My Swag» от T.I. featuring Wyclef Jean                                      | 2:35         |
| 6.  | «Grindin»                                           | «Grindin'» от Clipse                                                         | 2:20         |
| 7.  | «Curious George»                                    | «730» от Foxy Brown                                                          | 2:02         |
| 8.  | «Sucka Free ‘08»                                    |                                                                              | 0:07         |
| 9.  | «Baddest Bitch»                                     | «Single Again» от Trina                                                      | 2:19         |
| 10. | «Wanna Minaj?» (при участии Гуччи Мейна и Lil’ Kim) | «Freaky Gurl» (Ремикс) от Гуччи Мейна при участии Lil’ Kim и Ludacris        | 3:39         |
| 11. | «Doin It Well» (при участии Jadakiss)               | "Doin’ It" от LL Cool J                                                      | 2:23         |
| 12. | «Cuchi Shop»                                        | «Coffee Shop» от Yung Joc при участии Gorilla Zoe                            | 3:11         |
| 13. | «Hundred Million Dollaz»                            |                                                                              | 0:19         |
| 14. | «Young Money Ballaz» (при участии Лила Уэйна)       | «Roc-A-Fella Billionaires» от Freeway при участии Jay-Z                      | 2:38         |
| 15. | «Sweetest Girl»                                     | «Sweetest Girl (Dollar Bill)» от Wyclef Jean при участии Эйкона и Лила Уэйна | 3:04         |
| 16. | «Firm Biz ’08» (при участии Jadakiss)               | «Firm Biz» от The Firm                                                       | 1:37         |
| 17. | «Dead Wrong»                                        | «Dead Wrong» от The Notorious B.I.G.                                         | 2:46         |
| 18. | «Long Time Comin’» (при участии Ransom)             | «Suga Duga» от Dipset при участии Cam’ron                                    | 3:16         |
| 19. | «Womp Womp»                                         | «Pussy MVP» от Лила Уэйна при участии Jay Bezel и Hot Rod                    | 2:34         |
| 20. | «Who’s Ya Best MC?»                                 |                                                                              | 2:27         |
| 21. | «Autobiography»                                     | «Feel It In the Air» от Beanie Sigel при участии Melissa                     | 4:33         |
| 22. | «President Carter Signs Off»                        |                                                                              | 0:16         |
| 23. | «Lollipop (Ремикс)»                                 | «Lollipop» от Лила Уэйна                                                     | 5:42         |

## Чарты
| Чарт (2010)                        | Высшая позиция |
| ---------------------------------- | -------------- |
| Top R&B/Hip-Hop Albums (Billboard) | 95             |